# 龍鰧科
龍鰧科又名鱷鱚科，為輻鰭魚綱鱸形目的其中一個科。這是一個主要分布在大西洋東部的魚類類群。龍鰧屬（Trachinus）是本科模式屬。

## 命名
本科最早由法國博學家拉菲內克於1815年建立。
本科的學名「Trachinidae」承繼自模式屬名「Trachinus」，其希臘語字根「trachia」（羅馬化：trākheîa）加上拉丁語形容詞後綴「-nus」，意為「粗糙」。

## 分布
本科魚類涵蓋了溫帶、亞熱帶及熱帶魚種，幾乎全分布大西洋東部，包括地中海及黑海，棲息於環繞歐洲及非洲的大陸棚上，只有存疑種斜口龍鰧（T. cornutus）一種是在太平洋东南部南美洲沿岸的亞熱帶海域。

## 形態
本科魚種為中小型魚類，最大體長在15公分到53公分之間，以大龍鰧（T. draco）為最大、黃紋龍鰧（T. lineolatus）為最小。
牠們體形延長，有兩片背鰭，第二背鰭長，腹鰭比胸鰭更靠前，臀鰭長。鰓蓋上有棘，鰓蓋棘及第一背鰭的棘有毒腺。脊椎34-43。

## 生態
本科魚種都是底棲性魚類，生活在大陸棚上，大部分是淺海，最深不超过150公尺。牠們喜歡將身体埋藏在沙子里，只露出雙眼及第一背鰭，伏擊獵物。喜以小魚及無脊椎動物為食。
本科為卵生，不育幼，所產卵會散布在水中任其漂流，卵及魚苗皆為浮游狀態。

## 演化
本科已發現的化石類群可以追溯到5600萬年前的始新世伊普雷斯期。

## 分類

### 种系发生学
本科属于鲈亚目，曾被归类于鱷鱚亞目，但已知鱷鱚亞目是个多系群，而本科实际上非常接近河鲈科，因而重新归类于鲈亚目。
本科與鱸亞目其他科的演化關係如下：

|  | \| \| 鱸科 Percidae \| \| \| \| \| \| 東洋鱸科 Niphonidae \| \| \| \| |
|  |                                                                       |
|  | 龍鰧科 Trachinidae                                                    |
|  |                                                                       |
|  | 鱸科 Percidae                                                         |
|  |                                                                       |
|  | 東洋鱸科 Niphonidae                                                   |
|  |                                                                       |

|  | 鱸科 Percidae       |
|  |                     |
|  | 東洋鱸科 Niphonidae |
|  |                     |

|  | \| \| 鱸科 Percidae \| \| \| \| \| \| 東洋鱸科 Niphonidae \| \| \| \| |
|  |                                                                       |
|  | 龍鰧科 Trachinidae                                                    |
|  |                                                                       |
|  | 鱸科 Percidae                                                         |
|  |                                                                       |
|  | 東洋鱸科 Niphonidae                                                   |
|  |                                                                       |

|  | 鱸科 Percidae       |
|  |                     |
|  | 東洋鱸科 Niphonidae |
|  |                     |

### 内部分類
本科其下僅有2個屬，如下：
- 蛇龍鰧屬 Echiichthys
  - 蛇龍鰧 Echiichthys vipera：又名毒蛇鰧
- 龍鰧屬 Trachinus：又名鱷鱚屬
  - 斑點龍鰧 Trachinus araneus
  - 鎧龍鰧 Trachinus armatus
  - 高鰭龍鰧 Trachinus collignoni：又名科氏龍鰧
  - 斜口龍鰧 Trachinus cornutus
  - 大龍鰧 Trachinus draco
  - 黃紋龍鰧 Trachinus lineolatus
  - 佩氏龍鰧 Trachinus pellegrini：又名西非龍鰧
  - 褐斑龍鰧 Trachinus radiatus